# Pallenis hierochuntica
Pallenis hierochuntica, известно и като Йерихонска роза или динозавърско растение, е вид от малък род цъфтящи растения Pallenis. Растението е известно с това, че е възкръсващо растение.
Pallenis hierochuntica е широко разпространен в пустинните райони на Африка и Азия: Сахара, Нефуд, Синай и др.